# Navalperal de Tormes
Navalperal de Tormes település Spanyolországban, Ávila tartományban. Navalperal de Tormes Candeleda községgel határos. Lakosainak száma 77 fő (2024).

## Népesség
A település népessége az utóbbi években az alábbiak szerint változott:
| Lakosok száma | 138  | 129  | 131  | 122  | 114  | 101  | 93   | 82   | 87   | 77   |
|               | 2001 | 2004 | 2006 | 2009 | 2011 | 2014 | 2016 | 2019 | 2021 | 2024 |